# Mourcourt
Mourcourt is een dorp in de Belgische provincie Henegouwen, en een deelgemeente van de Waalse stad Doornik. Mourcourt was een zelfstandige gemeente, tot die bij de gemeentelijke herindeling van 1977 toegevoegd werd aan de gemeente Doornik.

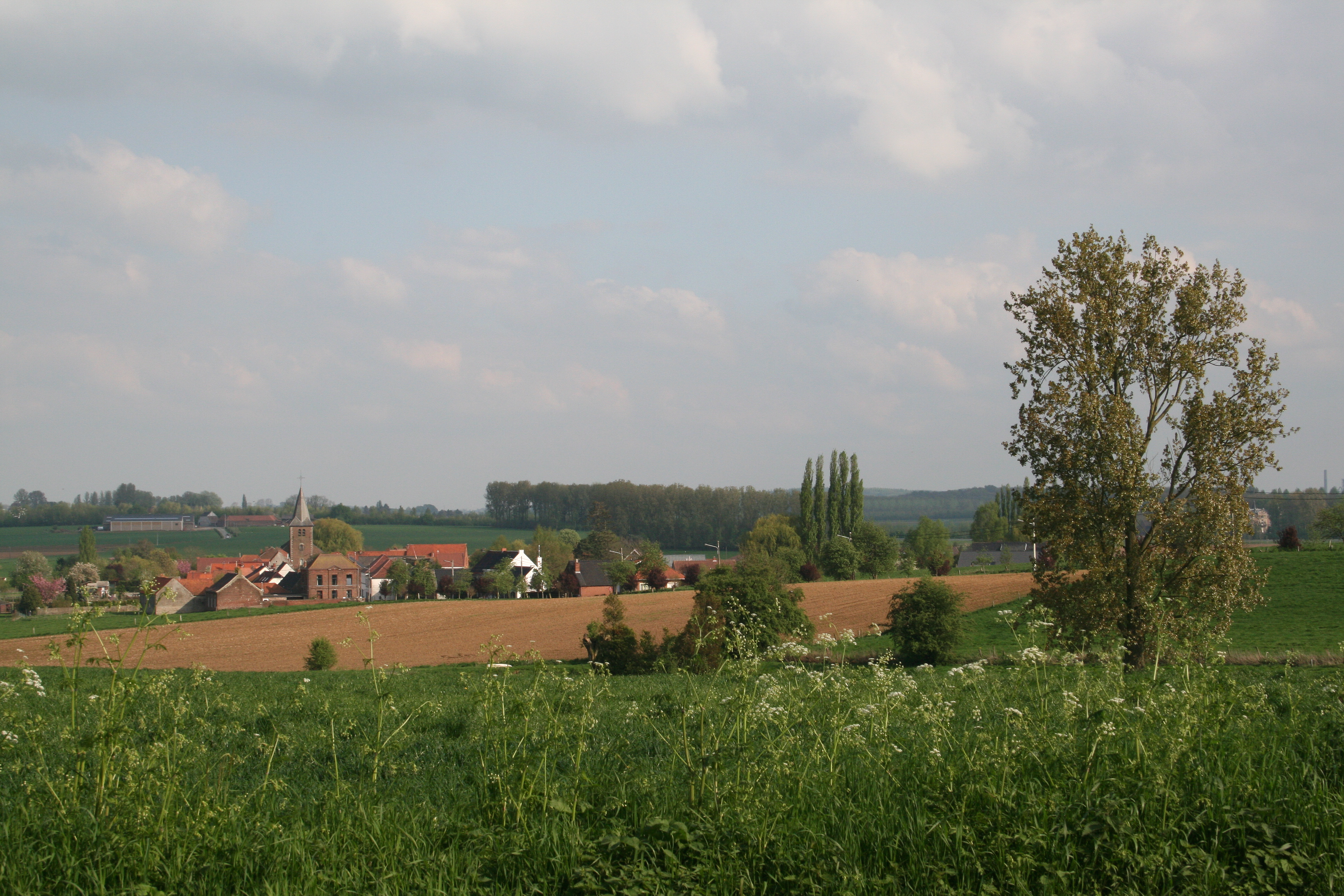
Uitzicht van het dorp vanaf de Provinciale weg.

## Bezienswaardigheden
- Het Château de Breuze, gebouwd in 1877 op de plaats van een oude kasteelboerderij. Het is een kasteel in eclectische maar vooral neorenissancestijl.
- Het Château de Baudignies, reeds in de 13e eeuw vermeld, bestaat uit bouwwerken uit verschillende tijdvakken, waarbij vooral de 14e-eeuwse vierkante woontoren, uitgevoerd in Doornikse steen, opvalt.
- De Sint-Pieterskerk is een bakstenen classicistisch bouwwerk van 1772.

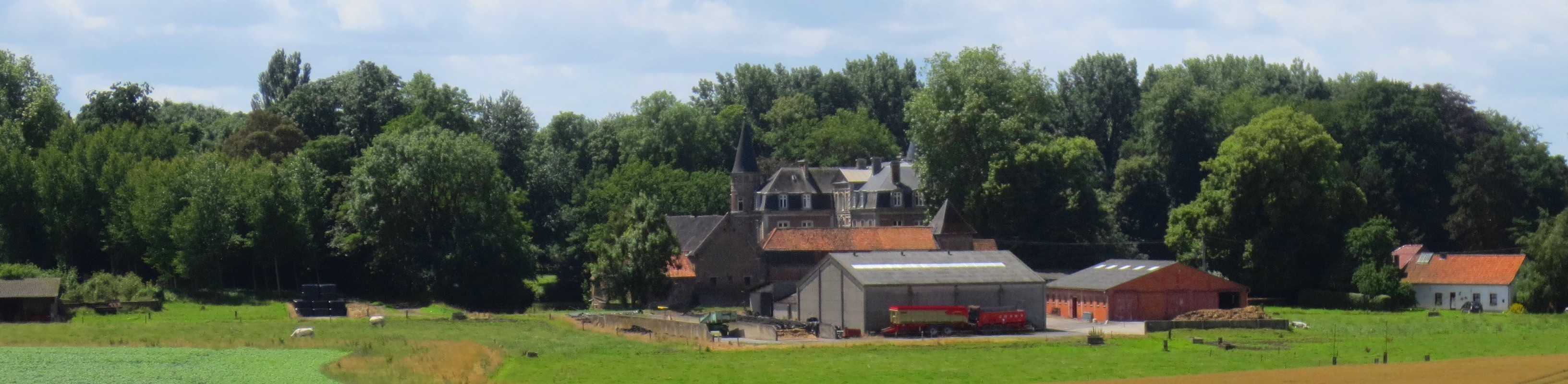
Mourcourt

## Natuur en landschap
De kom ligt ten noorden daarvan terwijl ten zuiden het Château de Breuze ligt met bijbehorend Bois de Breuze. Door Mourcourt stroomt de Melle in westelijke richting naar de Schelde toe. De hoogte bedraagt 36-68 meter.

## Demografische ontwikkeling
- Bronnen:NIS, Opm:1831 tot en met 1970=volkstellingen

## Verkeer en vervoer
Door het zuiden van Mourcourt loopt de autosnelweg A8/E429.
Van zuidwest naar noordoost loopt door Mourcourt de N48 (Route Provinciale), de weg van Doornik naar Ronse.

## Nabijgelegen kernen
Mont-Saint-Aubert, Melles, Velaines